# BMW X3 Cross Country
BMW X3 Cross Country t. BMW X3 CC – rajdowy samochód terenowy skonstruowany na bazie BMW X3 w 2005 przez niemiecką firmę X-raid z Treburu w kooperacji z austriackimi Magna Steyr z Grazu oraz dostawcą silników BMW Motoren GmbH ze Steyr.

## Dane techniczne

### Silnik
- Producent: BMW Motoren GmbH, Steyr, Austria
- Model: M57TU D30, 6-cylindrowy, rzędowy, 4 zawory/cylinder
- Typ: silnik wysokoprężny o zapłonie samoczynnym
- Pojemność skokowa: 2993 cm³
- Paliwo: olej napędowy
- Doładowanie: twin turbo o zmiennej geometrii
- Moc maksymalna: 315 KM @ 4000 min.−1
- Maksymalny moment obrotowy: 700 N·m @ 1900 min.−1

### Przeniesienie napędu
- Sprzęgło: AP Racing Sinter
- Mechanizm różnicowy: Xtrac Diff
- Hamulce przód: AP Racing, wentylowane hamulce tarczowe, zaciski 6-tłoczkowe, rozmiar 320 × 32 mm
- Hamulce tył: AP Racing, wentylowane i chłodzone wodą hamulce tarczowe, zaciski 6-tłoczkowe, rozmiar 320 × 32 mm

### Wymiary i masy
- Długość: 4650 mm
- Szerokość: 2000 mm
- Wysokość: 1850 mm
- Rozstaw osi: 2906 mm

### Pozostałe
- Zawieszenie: niezależne, Reiger Racing
- Opony: BF Goodrich, 245/80 R16
- Prędkość maksymalna: ok. 182 km/h